# Kshanti
El término Kshanti (sánscrito) o khanti (Pali) ha sido traducido como paciencia, tolerancia y perdón. Se trata de una de las prácticas para llegar a la perfección, es decir, una de las Pāramitā, tanto en la escuela Theravāda como en la Mahāyāna del Budismo.
Kshanti es la práctica de ejercitar la paciencia hacia un comportamiento o situación que no la merece necesariamente. Se ve como elección consciente para dar paciencia como se da un regalo, más que como caer en un estado de opresión en el cual nos obliguemos a no actuar.